# Johan Sandström (TV-man)
För andra betydelser, se Johan Sandström.
Lars Johan Teodor Alexander Dagsson Sandström, född 18 mars 1940 i Stockholm, död 13 mars 2003 i Oscars församling i Stockholm, var en svensk TV-producent, programledare och programpresentatör.
Johan Sandström föddes i Stockholm och var son till redaktör Dag Sandström och Ingrid, ogift Nordenankar. Han tog ekonomisk examen vid Handelshögskolan i Stockholm (DHS) 1967 och blev frilansande producent och programledare vid underhållningsavdelningen på Sveriges radio 1957, forskningsassistent vid avdelningen för publik- och programforskning 1967, chef för sändningsredaktionen på TV1 1970, producent vid nöjesredaktionen där från 1973, ställföreträdande chef TV1 Fiction 1985 och projektledare Kanal 1 1987. Julafton 1989 och 1990 var han programvärd (julvärd) på Kanal 1.
Han var 1965 till 1972 gift med scenografen och illustratören Anna Friberger (född 1944) och från 1974 med Astrid Perslow (född 1940), dotter till direktör Daniel Perslow och Inga, ogift Hector.
Johan Sandström är begravd på Bromma kyrkogård.